# Филдинг, Сара
Сара Филдинг (англ. Sarah Fielding; род. 8 ноября 1710, Англия — 9 апреля 1768, Бат, Сомерсет, Англия) — английская писательница и переводчица

.

## Биография
Отец Сары был родовитым дворянином, служил в армии, в 1711 году вышел в отставку в генеральском звании.
Младшая сестра писателя Генри Филдинга, которого многие читатели считали автором романов, опубликованных ею анонимно, хотя он опроверг эти предположения в печати.
В 1740-х годах переехала в Лондон, иногда живя то со своими сестрами, то со своим братом Генри и его семьей. У женщин в её семье не было достаточно денег на приданое, и, следовательно, ни одна из них не вышла замуж. После смерти жены брата в 1744 году Сара жила с Генри Филдингом и была его экономкой.
Чтобы зарабатывать на жизнь, занялась литературным творчеством. В 1744 году опубликовала свою первую книгу «Adventures of David Simple in Search of a Faithful Friend» («Приключения Давида Симпла в поисках верного друга», 1744), комический роман, имитировавший стиль её брата и его главного литературного соперника Сэмюэля Ричардсона, который также был одним из её близких друзей. Участвовала в написании сочинений своего брата. Роман, написанный анонимно, получил одобрение публики, включая издателя и романиста Сэмюэля Ричардсона. Второе издание «Приключений Дэвида Симпла» вышло через десять недель и было переведено на французский и немецкий языки. «Дэвид Симпл» был одним из первых сентиментальных романов, в котором герой странствовал в поисках настоящей дружбы, побеждая добродушием и моральной силой, находил счастье в браке и деревенской, пасторальной жизни, вдали от пороков города.
В 1749 г. написала книгу «Гувернантка, или Маленькая женская академия» («The Governess; or, The Little Female Academy»), которая считается первым романом на английском языке, специально предназначенным для девочек.
В 1753 г. вышло продолжение «Приключение Дэвида Симпла» под названием «Давид Симпл: Последний том» («David Simple: Volume the Last»), в котором завершается его история. Сара Филдинг разработала свой собственный стиль, который демонстрирует большую сложность чувств, более полное развитие характера и меньшую зависимость от сюжета.
Сара Филдинг написала ещё три романа с оригинальными сюжетами — «Историю графини Деллвин» (1759) и «Историю Офелии» (1760).
Как критик, в 1749 г. написала «Замечания Сары Филдинг о «Клариссе»», касающиеся романа Сэмюэля Ричардсона «Кларисса». Как биограф издала «Жизнеописания Клеопатры и Октавии» (1757), историю, написанную на основе греческих и римских источников, о жизни Клеопатры и Октавии, двух известных женщин римских времен. В качестве переводчика в 1762 г. выпустила «Воспоминания о Сократе» древнегреческого писателя Ксенофонта о философе.